# Калиновка (Приазовский район)
Калиновка (укр. Калинівка) — село,
Розовский сельский совет,
Приазовский район,
Запорожская область,
Украина.
Код КОАТУУ — 2324585103. Население по переписи 2001 года составляло 79 человек.

## Географическое положение
Село Калиновка находится у истоков реки Апанлы,
на расстоянии в 2,5 км от села Розовка.

## История
- 1930 год — дата основания.